# Podróże (film 1999)
Podróże (fr. Voyages) – fabularyzowany film dokumentalny z 1999 w reżyserii i według scenariusza Emmanuela Finkla, zrealizowany w koprodukcji polsko-francusko-belgijskiej. Jego bohaterom, polskim Żydom udającym się w podróż do Państwowego Muzeum Auschwitz-Birkenau w Oświęcimiu, psuje się bus, co zmusza ich do poszukiwania nowych środków lokomocji. Za Podróże Finkiel zdobył szereg nagród, w tym Cezara za najlepszy debiut oraz Wyróżnienie Specjalne FIPRESCI na Festiwalu Filmowym Viennale.